# Froilán Pinilla
Froilán Pinilla (ur. ?) – boliwijski piłkarz grający na pozycji pomocnika.

## Kariera klubowa
Podczas kariery piłkarskiej Froilán Pinilla występował w klubie Club The Strongest.

## Kariera reprezentacyjna
Froilán Pinilla grał w reprezentacji Boliwii w latach dwudziestych.
W 1927 grał na Copa América 1927. Boliwia zajęła czwarte, ostatnie miejsce, a Pinilla zagrał jedynie w przegranym aż 0-9 meczu z Urugwajem.